# Сољчански рејон
Сољчански рејон (рус. Солецкий район) административно-територијална је јединица другог нивоа и општински рејон у западном делу Новгородске области, на северозападу европског дела Руске Федерације.
Административни центар рејона је град Сољци. Према проценама националне статистичке службе Русије за 2014, на територији рејона је живело 14.352 становника или у просеку око 12,1 ст/км².

## Географија
Сољчански рејон смештен је на крајњем западу Новгородске области, у западном делу простране и ниске Прииљмењске низије. Обухвата територију површине 1.422,1 km² и територијално је на претпоследњем месту међу рејонима унутар области (20. од укупно 21 рејона). Граничи се са територијом Шимског рејона на северу и североистоку, док је на итоску Волотовски рејон. На западу и југу је територија Псковске области.
Територија Сољчанског рејона одликује се низијским рељефом са појединачним брежуљкастим узвишењима. Целокупна територија лежи у сливу реке Шелоњ (западна притока језера Иљмењ) и њених притока Мшаге, Ситње, Леменке и Колошке.

## Историја
Сошчански рејон успостављен је у августу 1927. као другостепена административна јединица унутар тадашњег Новгородског округа Лењинградске области. Седиште рејона постао је град Сољци. У саставу Новгородске области рејон се налази од њеног оснивања 1944. године.

## Демографија и административна подела
Према подацима пописа становништва из 2010. на територији рејона је живело укупно 15.714 становника, док је према процени из 2014. ту живело 14.325 становника, или у просеку 12,1 ст/км². По броју становника Сољчански рејон се налази на 9. месту у области.
| 1959. | 1970. | 1979. | 1989.  | 2002.  | 2010.  | 2014.   |
| ----- | ----- | ----- | ------ | ------ | ------ | ------- |
| ---   | ---   | ---   | 20.011 | 18.626 | 15.714 | 14.352* |

Напомена: * Према процени националне статистичке службе.
На подручју рејона постоје укупно 173 насеља, а рејонска територија је подељена на 4 другостепене општине (три сеоске и једну урбану). Административни центар рејона је град Сољци која је уједно седиште и једине урбане општине у рејону и чија популација чини око 65% од укупне рејонске популације.

## Саобраћај
Преко територије рејона пролази друмски правац који повезује градове Велики Новгород и Псков, односно железничке пруге Санкт Петербург—Дно (у дужини од 32 км) и Бологоје—Валдај—Стараја Руса—Дно (у дужини од 10 км).